# Teatro de Megalópolis
El Teatro de Megalópolis era un antiguo teatro griego de la ciudad de Megalópolis. Sus ruinas se encuentran en el yacimiento arqueológico de la ciudad, cerca de la actual ciudad de Megalópolis. Fue el mayor edificio teatral de la Antigua Grecia.
Se construyó alrededor del año 370 a. C., inmediatamente después de la construcción de la Megalópolis. Fue diseñado por el arquitecto  Policleto el Joven, que también diseñó el Teatro de Epidauro. Además de las representaciones teatrales, el lugar se utilizaba para las reuniones conjuntas de las ciudades-Estado de la Liga Arcadia, ya que la ciudad había sido nombrada capital de la Liga. El teatro estaba en ruinas en el siglo II d. C., cuando Pausanias visitó el lugar.

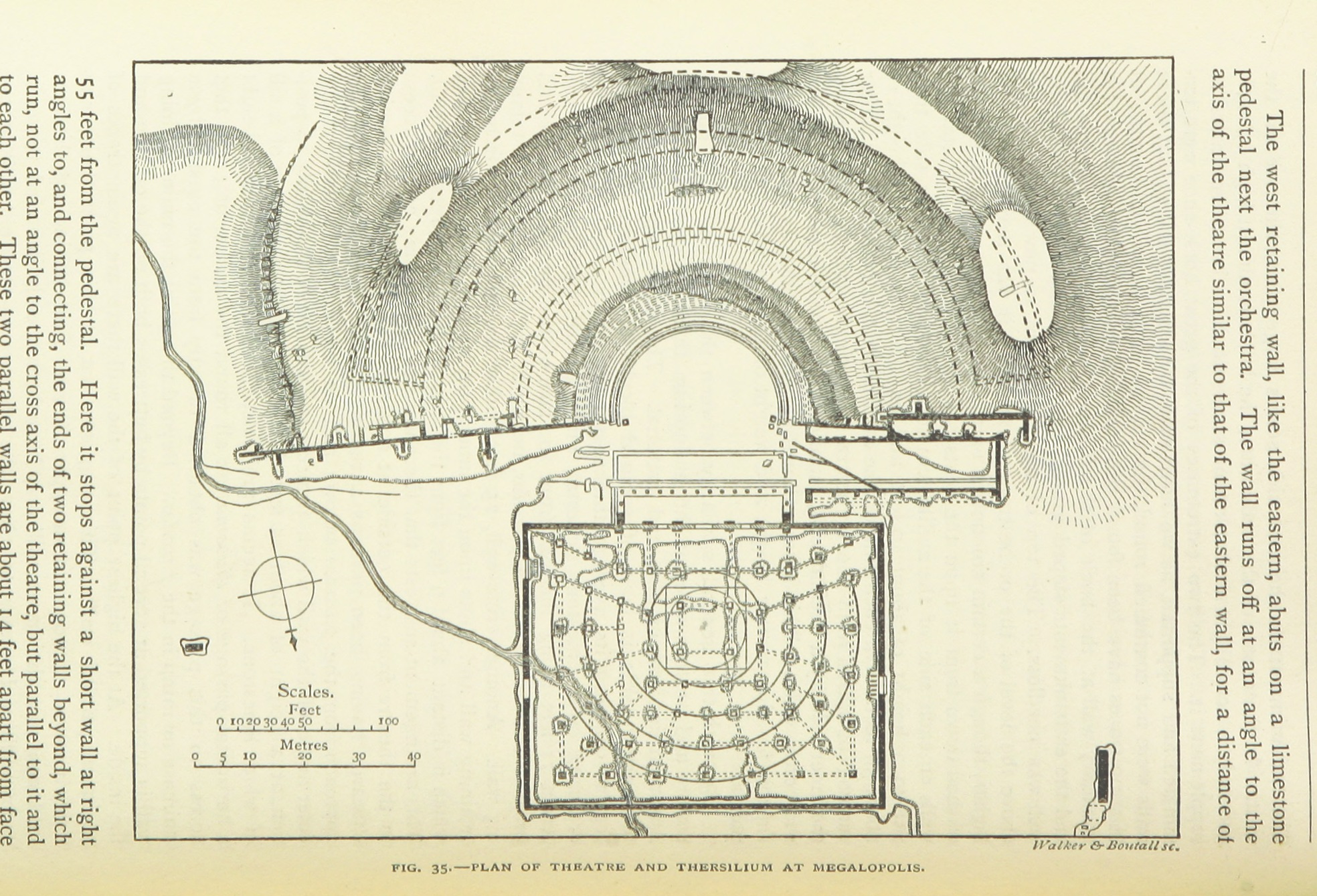
Planta del teatro de Megalópolis. Ilustración de la Descripción de Grecia de Pausanias para la publicación en inglés de 1898.

Las ruinas se encuentran en la parte sur del yacimiento arqueológico. El edificio está orientado al norte. El diámetro de todo el teatro es de unos 145 metros y el diámetro de la orchestra, es de unos 30 m. El escenario era de madera y tenía ruedas. Tenía unas dimensiones aproximadas de 31 × 7 m. Se guardaba en un edificio especial, la skenotheke, y se trasladaba al lugar de las representaciones teatrales. La parte inferior del teatro tenía 20 filas de asientos y la superior 17 filas. Los asientos de la primera fila estaban reservados a los invitados más distinguidos y disponían de respaldo. La cávea tenía capacidad para unos 20 000-21 000 espectadores.
Las excavaciones arqueológicas comenzaron en 1890-1891. Fueron llevadas a cabo por la Escuela Británica de Atenas. En el edificio se excavaron principalmente la orchestra, el proscenio, la skenotheke y los primeros bancos de piedra.